# Pahkalampi
Pahkalampi är en sjö i Finland. Den ligger i kommunen Suomussalmi i den ekonomiska regionen  Kehys-Kainuu  och landskapet Kajanaland, i den nordöstra delen av landet, 600 km norr om huvudstaden Helsingfors. Pahkalampi ligger 208 meter över havet. Arean är 37 hektar och strandlinjen är 3,14 kilometer lång. Sjön  ingår i Uleälvens huvudavrinningsområde.   Den sträcker sig 0,8 kilometer i nord-sydlig riktning, och 0,9 kilometer i öst-västlig riktning.